# 最高記念室
最高記念室（さいこうきねんしつ、psychokinesis）は、アーティストの水野健一郎の呼びかけにより2011年に結成された西東京系美術ユニット。

## 概要
2011年、水野健一郎のもとに結成。「最高記念室」という名前の出自は1998年8月のワーズアタック（水野健一郎の言葉作品）。
結成時のメンバーは水野を筆頭に我喜屋位瑳務、高松徳男、足立拓人。2015年、水野が教鞭をとっていた美学校の生徒であった堀田知聖が仮メンバーとして参加。
「西東京」には「西新宿」「関西」「西海岸」「西ドイツ」「西遊記」などのような強い西性はなく、どちらかというと「郊外」という言葉に近い意識下にある。スタイルや文脈にとらわれず個人的な美意識だけをたよりに制作した作品を持ち寄り、世代を超えてその最高感を分かち合うことを目的とする。

## 活動の記録
- 2013年「最高記念室」（TOKYO CULTUART by BEAMS）
- 2015年「FUTURE FOR FUTURE」（Fm）